# خواجة مير (شوي بانة)
خواجة میر (بالفارسية: خواجه میر) هي قرية تقع في إيران في البلدة المركزية. يقدر عدد سكانها بـ 1433 نسمة بحسب إحصاء 2016.